# Can Tubert (Ordis)
Can Tubert és una obra d'Ordis (Alt Empordà) inclosa a l'Inventari del Patrimoni Arquitectònic de Catalunya.

## Descripció
Casal a la sortida del poble, a la carretera que porta a Navata. És una casa aïllada amb coberta de vessant a dues aigües inclinades a les façanes laterals, amb afegitons davant de la façana principal. D'aquesta façana principal destaca una portalada rectangular amb petites motllures que pretenen simular un arc conopial i un finestral amb ampit no gaire gran amb inscripcions a la llinda a on hi apareix la data 1603.Tant a les façanes de ponent com a les de tramuntana hi ha diferents obertures, una amb arc conopial. El ràfec de teulada és de sis sostres i té decoracions amb triangles pintats.
És una casa que ha estat restaurada recentment i a la façana posterior s'hi ha afegit una construcció a mode d'entrada per la casa.